# Qar (prêtre sous Pépi Ier)
Pour les articles homonymes, voir Qar (homonymie).
Qar, dont le véritable nom est Mérynéfer, est un prêtre-ouâb, administrateur des domaines des pyramides, chargé du culte funéraire de Khéphren et de Mykérinos sous le roi Pépi Ier (VIe dynastie). Il porte aussi le titre de « surintendant du palais ». Il est le médecin royal.
Adil Hussein a découvert sa tombe au nord de la pyramide de Sekhemkhet en 2001. Qar est mort à l'âge de cinquante ans et ses restes momifiés ont été découverts par des archéologues en décembre 2006 dans son mastaba à Saqqarah.

## Sépulture
Comme pour de nombreuses autres tombes à Saqqarah, sa tombe a été réutilisée plusieurs fois.
Son mastaba, voisin de celui de son fils Idou (G 7102), est situé dans la grande nécropole. L'accès de la tombe est à l'ouest ; elle est composée d'un vestibule, d'une pièce principale avec trois piliers supportant une énorme architrave, et de la chapelle aux offrandes. Elle conserve de très beaux reliefs ; dans le fond de la salle centrale, il y a cinq statues en haut-relief alignées dans une niche unique, dont le rôle était de veiller sur le défunt. Qar est représenté assis à côté des cinq statues de la pièce principale. Une de ces statues le représente jeune. Les murs sont recouverts de scènes de la vie courante, des rituels et des offrandes. À droite se trouve la chapelle des offrandes avec une stèle fausse porte face à l'entrée ; sur une scène d'offrande, Qar est assis devant la table d'offrandes sur laquelle sont posés des pains ; il porte une longue perruque et un large collier.
On a également déterré vingt-deux statues en bronze représentant différentes divinités de formes et de tailles variées, dont Ptah, Horus-l'enfant (également connu sous le nom d'Harpocrate) et Isis. Une statuette d'Imhotep le médecin, le grand ingénieur et bâtisseur du complexe funéraire de Djéser, figurait également parmi les statuettes trouvées par l'équipe.

### Momie
Ses restes momifiés ont été découverts par les archéologues le 7 décembre 2006. Le plus remarquable de cette découverte ont été les outils chirurgicaux en métal qui ont été ensevelis aux côtés de ses restes.
À côté de sa momie dans le sarcophage en calcaire, il y avait des outils en métal (bronze ou cuivre,) qui ont été enterrés à côté de ses restes. Dans les articles de presse qui ont suivi la découverte de la tombe et dans plusieurs publications, ils sont considérés comme des instruments chirurgicaux. Il a été dit qu'il pourrait s'agir des plus anciens outils chirurgicaux du monde. Cependant, ces types d'outils sont courants dans de nombreuses sépultures de fonctionnaires de l'Ancien Empire, avec des fonctions différentes. Ce ne seraient pas des instruments chirurgicaux, mais différents outils. Ils se trouvent, ainsi que sa momie et le reste des découvertes, au Musée d'Imhotep à Saqqarah.